# Fürstenberg-Taikowitz
Fürstenberg-Taikowitz fue una línea de Condes de Fürstenberg del sudoeste de Baden-Württemberg, Alemania, con base en Moravia en la República Checa. Fürstenberg-Taikowitz era una partición de Fürstenberg-Weitra, y fue "mediatizado" a Austria en 1806.

## Conde de la línea de Fürstenberg de Taikowitz en Moravia (1759-1806)
- Federico José Maximiliano Augusto (1759-1806)

- Datos: Q3755500